# Сидни Крозби
Сидни Патрик Крозби (енгл. Sidney Patrick Crosby; Халифакс, 7. август 1987) канадски је хокејаш који тренутно игра у Питсбург пенгвинсима. Леворук је и игра на позицији центра.
У Питсбург је дошао из лиге КМЈХЛ (Велика јуниорска хокејашка лига Квебека — Quebec Major Junior Hockey League) где је наступао две године за Римуски осеаник и био један од најбољих играча. У првој сезони за Питсбург пенгвинсе постигао је 102 поена (39 голова, 59 асистенција) и био шести стрелац НХЛ-а.
У другој сезони освојио је свој први Харт меморијал, награду за најкориснијег играча у сезони. Са 19 година и 10 месеци Крозби је био други најмлађи добитник трофеја Харт. Вејн Грецки је 1980. био пет месеци млађи при освајању свог првог од осам узастопних трофеја Харт. Крозби је Пенгвинсе довео до првог плеј-офа после шест година. Скупио је 120 поена (36 голова, 84 асистенције) у 79 утакмица. Уз награду за најкориснијег играча освојио је и за најбољег стрелца у сезони.
Као капитен предводио је Питсбург пенгвинсе до пехара Стенли купа 2009. године. У финалу су били победили Детроит ред вингсе са 4:3 у победама. Са навршеном 21 годином Крозби је постао најмлађи капитен који је подигао победнички пехар у 116-годишњој историји лиге НХЛ. Са Питсбургом је освојио Стенли куп и 2016 и 2017. године, постајући први играч од Марија Лемјуа који је два пута узастопно проглашаван за најбољег играча плеј-офа. Проглашен је 2017. године једним од 100 најбољих играча НХЛ лиге у историји.
На Зимским олимпијским играма 2010. у Ванкуверу постигао је погодак у финалу против Американаца, с којим је донео злато Канади на Зимским олимпијским играма. Као капитен је предводио Канаду на Зимским Олимпијским играма 2014. у Сочију до златне медаље.

## Каријера

### Почеци и јуниорска каријера
Крозби је почео да игра хокеј са две године у подруму своје куће када је разбио машину за сушење веша. Са три године научио је да клиза. Са седам је дао свој први интервју за новине, а са тринаест година није му дозвољено да игра мини хокеј са седамнаестогодишњацима. Са четрнаест се појавио на хокејашком купу Дани Канаде и постигао 217 поена у регуларном делу и плеј-офу и довео свој тим Миџет ААА тим до другог места на Купу Ер Канада. Освојио је награду за најбољег стрелца са 18 освојених поена на 5 утакмица.
Први јуниорски клуб му је био Римуски осеаник у КМЈХЛ-у. У првом мечу постигао је осам поена. Прве две недеље био је проглашен за играча недеље, а три пута је био проглашен за играча месеца. На крају сезоне проглашен је за играча године, за најбољег новајлију и најбољег стрелца. Био је први играч који је освојио сва три признања одједном. Дао је 54 гола и имао 81. асистенцију на 59 меча.
У сезони 2004/05. Осеаникси су, предвођени Крозбијем, Марком Пулиоом и Данијем Русеном, доминирали КМЈХЛ-ом, поставивши рекорд у броју узастопних утакмица без пораза (28), а изгубили су само две утакмице у целом плеј-офу. Тим је отишао на завршни меморијални куп, али је изгубио у последњој утакмици од Лондон најтса. Крозби је на овом турниру посебно импресионирао скауте својом личношћу и самоувереношћу.
Током јуниорских година, Крозби је привукао пажњу неколико новинара и играча, укључујући и Вејна Грецког. На питање да ли мисли да би неко могао да угрози његове рекорде, Грецки је одговорио да би то могао да учини Крозби и додао да је Крозби најбољи играч којег је икад видео још од Марија Лемјуа.

### Питсбург пенгвинси

#### Прве сезоне у НХЛ лиги
Питсбург пенгвинси су изабрали Крозбија као првог пика на изборима 2005. Крозби је дебитовао на утакмици против Њу Џерзи девилса, 5. октобар 2005, коју је Питсбург изгубио са 5:1. У том мечу забележио је асистенцију за једини погодак Пенгвинса на утакмици. Свој први НХЛ погодак постигао је мечу против Бостон бруинса у ком је Питсбург такође изгубио са 7:6.
Пенгвинси су ову сезону завршили на последњем месту Источне конференције. Крозби је, упркос лошој клупској сезони, имао сјајну професионалну сезону и поставио је рекорде за новајлије у асистенцијама (52) и освојеним бодовима (102).
Пенгвинси су се ове сезоне одлучили за подмлађивање екипе. У први план избили су Сидни Крозби, Јевгениј Малкин, Џордан Стал и Марк-Андре Флери. Крозби је био покретач свих опасних акција и наставио је тамо где је стао прошле сезоне. Први хет-трик у НХЛ-у постигао је 28. октобра 2008. у победи од 8:2 над Филаделфијом Флајерсима. У јануару 2007. изабран је по први пут у каријери у почетну поставу на сусрету НХЛ Ол стар који се одржао 24. јануара у Даласу.
На крају сезоне Крозби је освојио свој први Хартов меморијални трофеј, награду за најкориснијег играча у сезони пошто је довео Пенгвинсе до првог кола плеј-офа. Уз ову награду Крозби је такође освојио и Трофеј Арт Рос за најбољег стрелца у сезони.

#### Пораз у финалу Стенли купа
У новој сезони Пенгвинси су желели да иду корак даље у односу на прошлу. Сидни Крозби је изабран за стартну поставу напада Источне конференције на Ол стару у Атланти. Међутим, неколико дана након што су изабране поставе, Крозби је средином прве трећине против Тампа беја повредио зглоб, те је изнесен са терена и није се више враћао на лед. Након што је нешто више од шест недеља паузирао, вратио се на лед управо против Тампе. Упркос подугом одсуству с леда, Крозби је одмах у првој утакмици имао неколико одличних продора, а на крају и асистенцију за водећи гол Пенгвинса. Иако се у екипу био вратио 4. марта, опет у двобоју с Тампом, после само три одигране утакмице поново су се појавили проблеми с истом повредом, а повратак је уследио крајем марта 2008. против Њујорк ајландерса. Почетком априла против ривала из Филаделфије Питсбург је, први пут након 10 година, освојио Атлантску дивизију, те је регуларни део сезоне завршио као друга најбоља екипа Источне конференције.
Питсбургу је требало само 14 утакмица да стигну до 12 победа колико је било потребно за улазак у финале. Без пораза су одиграли утакмицу са Отава сенаторсима, док су им Њујорк ренџерси и Филаделфија флајерси нанели по један пораз. Крозби је до финала Стенли купа играо одлично и имао је 21 поен, од тога 17 асистенција у 14 утакмица, а Пенгвинси су постали најбоља екипа Источна конференција. У великом финалу Питсбург је био поражен од искуснијих Детроит ред вингса.

#### Освајање Стенли купа
Крозби је почетком нове сезоне, 18. октобра 2008, постигао један погодак приликом победе против Торонта (4:1), а у остале три утакмице забележио је асистенције. Тиме је у великој вечери стигао до јубиларног 100. поготка и 200. асистенције у 300. наступу у НХЛ-у. Крајем октобра у Питсбург је био у гостима код Финикса где је поражен, а Крозби је одиграо прва два периода, а у трећем је само два пута изашао на лед, те се након тога повукао у свлачионицу. Касније је утврђено да је био само лакше повређен, па је на властиту одговорност већ два дана касније играо против Сент Луис блуза. Више због опреза него због повреде пропустио је Ол стар|Ол стар у Монтреалу.
Заједно са саиграчем Јевгенијем Малкином Крозби је предводио Пенгвинсе до финала где су их, као и прошле године, чекали Детроит ред вингси. Питсбург је у седам утакмица савладао Детроит, а Крозби је постао најмлађи капитен на свету који је освојио Стенли куп и то након седме утакмице у којој, због повреде колена, није могао да пружи значајнију помоћ екипи, јер је због повреде колена напустио игру у другој трећини и није се више враћао у игру.

#### Проблеми са повредама (2010—2012)
У сезони 2009/10. освојио је Морис Ришаров трофеј за највећи број постигнутих голова у сезони а награду је поделио са играчем Тампа беј лајтнингса, Стивеном Стамкосом. Такође је остварио 58 асистенција за укупно 109 поена, што је било довољно да подели друго место са Александром Овечкином, док је на првом месту био играч Ванкувер канакса, Хенрик Седин са 112. поена. Поред тога, Крозби је добио и награду врхунски лидер у спорту.
Са Пенгвинсима се поново пласирао у плеј-оф. У плеј-офу Питсбург је испао у другом кругу са седам утакмица изгубивши од Монтреал канадијанса. Крозби је имао 19 поена на 13 утакмица у плеј-офу, али на седам утакмица против Канадијанса је имао само 1 гол и 4 асистенције.
Због повреде пропустио је већи део сезоне. Пенгвинси су без његове помоћи и без повређеног Јевгенија Малкина испали већ у првом колу плеј-офа.
Према гласовима навијача заједно са саиграчима Јевгенијем Маликином и Марк-Андреом Флеријем као и играчима Чикага Џонатаном Тејвсом и Данканом Китом, изабран је за учешће на Ол Стару 2011. године, али је и то пропустио због повреде.
На На зимском класику 1. јануара против Вашингтон капиталса и 5. јануара против Тампа беј лајтнингса Крозби је добио ударац у главу од Дејва Стекела и Виктора Хедмана. После ових мечева Крозби се више није враћао на лед и пропустио је остатак сезоне. Иако је одиграо само 41 меч, Сидни Крозби је завршио сезону као први стрелац Пенгвинса са 66 поена, док је другопласирани Кристофер Летанг постигао 16 поена мање Овим резултатом Крозби је поставио нови НХЛ рекорд у што више постигнутих голова на што мањем броју утакмица.
Крозби је пропустио првих 20 утакмица у сезони 2011-2012 зато што је осећао последице потреса који је задобио раније. Вратио се 21. новембра 2011. године на мечу против Њујорк ајлендерса, на коме је постигао 2 гола и имао две асистенције у победи пенгвинса од 5:0. Међутим, након што је одиграо још 7 мечева, после којих је имао скор од 12 поена на 8 утакмица, Крозбију су се вратили симптоми потреса у децембру 2011, након ударца лактом који је задобио од Дејвида Крејчија у осмој утакмици сезоне. Иако је прошао све прегледе, Крозби је одлучио да се не враћа на лед док се потпуно не опорави, и изјавио да мора да слуша своје тело. Крозби се вратио у тим 15. марта и постигао гол и имао једну асистенцију у победи од 5:2 против Њујорк Ренџерса. Упркос само 22 одигране утакмице, Крозби је имао 29 асистенција и 8 голова, укупно 37 поена, укључујући и његов 600. поен у каријери.
Дана 28. јуна 2012, Питсбург пенгвинси су објавили да је Крозби је пристао да потпише уговор на 12 година, у којем ће зарадити 104,4 милиона долара. Овим уговор Крозби ће остати у Питсбургу до сезоне 2024/25.

#### Индивидуалне награде и неуспеси у плеј-офу (2012—2015)
Наредна сезона због штрајка играча почела је тек 19. јануара. Док је велики број НХЛ играча одлучио да то време искористи играјући у Европи, Крозби је одлучио да остане у Америци. Крајем јануара и у фебруару одиграо је 21 утакмицу, освојио 31 поен (9 голова и 22 асистенције), а у марту још 25 поена (6 голова и 19 асистенција). Међутим 30. марта морао је да заврши такмичење у регуларном делу због повреде. Брук Орпик је у мечу са Њујорк ајландерсима упутио шут, а пак је погодио Крозбија у вилицу и поломио му неколико зуба. Он је пропустио последњих дванаест утакмица у регуларној сезони, али је и поред тога завршио као први стрелац екипе и четврти стрелац лиге. Питсбург је регуларни део сезоне завршио као првопласирани у својој дивизији.
Сидни Крозби се вратио на лед 5. маја у другој утакмици плеј-офа против Њујорк ајландерса, екипе против које се повредио. Упркос два Крозбијева гола, Питсбург је изгубио утакмицу са 3:2. Питсбург ће на крају ипак елиминисати Ајландерсе са 4-2 у победама, Крозби ће томе дати допринос са 9 поена (3 гола и 6 асистенција) на пет утакмица колико је играо. У другој колу су елиминисали Отаву сенаторсе 4-1 У другој утакмици у серији против Отаве постигао је хет-трик, а серију је завршио са 4 гола и 2 асистенције.
У финалу источне конференције састале су се по многима две најбоље екипе Питсбург пенгвинси и Бостон бруинси. Бруинси иако слабије рангирани у регуларном делу победили су Пингвине са 4-0, а најзаслужнији за то био је голман Тука Раск. Крозби који је био одличан у плеј-офу, серију са Бруинсима је завршио без голова и асистенција.
Први пут, након сезоне 2009/10, Крозби је одиграо целу сезону за Пенгвинсе. На 80 утакмица постигао је 36 голова и имао 68 асистенција. Први пут у својој каријери је имао највише асистенција у НХЛ лиги у регуларном делу. Са 104 поена освојио је Арт Рос трофеј за највише освојених поена, по други пут у својој каријери. Пингвини су завршила на другом месту Источне конференције и у полуфиналу су се састали са Коламбус Блу Џакетсима. Пингвини су славили са 4:2 упркос слабијим партијама Крозбија. У наредној рунди су ипак поражени након 7 утакмица против Њујорк ренџерса. Крозби је на крају сезоне освојио Хартов меморијални трофеј који се додељује најкориснијем играчу, седам година након што је први пут освојио ову награду.
Крозби је завршио сезону 2014/15 са 84 поена што му је највећи број поена у каријери. Више од њега имали су само Џон Таварес (86 поена) и освајач Арт Рос трофеја Џејми Бен (87 поена). Дана 26. новембра 2014, Крозби је постигао 800 гол у НХЛ лиги и постао шести играч у историји коме је то успело. Крозби је 4. јануара постигао свој 300 гол у каријери против Филаделфија флајерса.
Упркос добром почетку сезоне за Пенгвинсе, повреде које су их мучиле током целе сезоне проузроковале су да се у плеј–оф пласирају као осмопласирана екипа. У другој утакмици против Њујорк ренџерса Крозби је постигао два гола. Пингвини су елиминисани у првом колу са 4–1 у победама, први пут од 2012. године. Крозби је завршио сезону као пети најкориснији играч.

#### Освајање два Стенли купа
У сезони 2015/16 дошло је до промене у саставу Пингвина, који су довели нове офанзивне играче, међу којима је био и Фил Кесел. Упркос добро састављеној нападачкој линији коју су чинили неки од најбољих офанзивних играча, Крозби је постигао мали број поена, а неки медији су почели да спекулишу да Крозби више није онај играч са почетка каријере. Дана 12. децембра 2015. године тренер Мајк Џонстон је отпуштен, јер је Питсбург забележио 15 победа на 28 утакмица.
Међутим, нови тренер Мајк Саливан преокренуо је сезону и већина играча почела је да постиже боље индивидуалне резултате. Крозби је 2. фебруара постигао три гола гола за свој први хет-трик после више од пет година. Четири дана касније, постигао је своје 900., 901. и 902. НХЛ поен у каријери у преокрету и победи 3:2 над Пантерсима. У марту је остварио бар један поен у 15 од 16 одиграних утакмица и проглашен је најбољим играчем у месецу марту. Крозби је 2. априла забележио своју 600. НХЛ асистенцију док су се Пингвини пласирали у плеј-оф. Шест дана касније у продужетку против Вашингтон капиталса постигао је гол у продужетку и осигурао предност домаћег леда у првом колу плеј-офа. Сезону је завршио са 36 голова и 85 поена у 80 утакмица, а шести пут у својој каријери био је изабран за најбољег играча екипе. У гласању за најкориснијег играча и освајање Хартовог меморијалног трофеја заузео је другу позицију иза играча Чикага Патрика Кејна.
Након пораза од Њујорка у претходна два плеј-офа, Пингвини су им се реванширали у овогодишњем. Они су победили са 4:1 у победама, идентичним резултатом којим су изгубили у првом кругу претходне године. Крозби је водио екипу са три гола и осам поена. У полуфиналу су победили најбоље пласирану екипу у регуларном делу и освајача Председничког трофеја Вашингтон капиталсе са 4:2 у победама, без велике продуктивности Крозбија који је имао две асистенције. У финалу Источне конференције у коме нису играли од 2013. године, чекали су их Тампа Беј лајтнингси. У другој утакмици финала, Крозби је постигао победоносни гол у продужетку након 40 секунди игре, а то је био уједно његов први гол у продужетку у плеј-офу. У следећој утакмици, постигао је погодак у победи од 4:2. Свој трећи гол у серији, а уједно и победоносни постигао је у шестој утакмици у Питсбургу и обезбедио седми меч. У одлучујућој утакмици победили су Пингвини са 2:1 и освојили Источну конференцију. Тиме су се пласирали у велико финале где су их чекали Сан Хозе шаркси. Пингвини су у финалу поразили ајкуле у шест утакмица, а Крозби је освојио свој други Стенли куп. Постао је девети играч који је два пута освојио Стенли куп и две олимпијске златне медаље. Завршавајући плеј-оф са 19 бодова (шест голова, 13 асистенција), Кросби је награђен Кон Смитовим трофејем, што је награда која се додељује најкориснијем играчу плеј-офа.
Крозби је пропустио првих шест утакмица у сезони 2016/17 након што му је дијагностикован потрес мозга само неколико дана пре отварања сезоне против Капиталса. По повратку на терен, постигао је 30 голова у 45 утакмица, а 16. фебруара 2017. асистирао је Крису Куницу против Винипег џетса и тако остварио 1.000 поен у својој 757. утакмици. Крозби је постао 12. најбржи и 11. најмлађи играч који је достигао ту цифру у НХЛ-у. Пингвини су 22. марта 2017. године 11. сезону за редом под вођством капитена Крозбија обезбедили учешће у плеј-офу. Проглашен је за најкориснијег играча, а са 44 голова и 89 бодова у 75 утакмица био је другопласирани на листи за Арт Росов трофеј иза освајача Конора Мекдејвида из Едмонтон ојлерса. То му је било 8. пут да је у борби за овај трофеј завршио у три најбоља поентера лиге, а бољи од њега само су Вејн Грецки који је то чинио 15 пута и Горди Хау 12 пута. Са 44 гола био је најбољи стрелац лиге и други пут у својој каријери освојио је Морис Ришаров трофеј.
Питсбург је у плеј-офу у првој рунди након пет утакмица био бољи од Коламбус блу џакетса. У полуфиналу у трећој утакмици против Вашингтона, Крозби је задобио потрес мозга након судара са Алексом Овечкином и Метом Нисканеном. Пропустио је утакмицу број 4, али се вратио да тренира следећи дан и играо је у мечу број 5. Пингвини су на крају елиминисали Капиталсе након 7 утакмица, а Крозби је асистирао приликом победоносног гола. Пингвини су у великом финалу Источне конференције поново након седам утакмица победили Отаву сенаторсе. У одлучујућој утакмици Крозби је асистирао приликом победоносног гола који је постигао Крис Куниц током другог продужетка. У финалу Стенли купа против Нешвил предаторса тријумфовали су у прва два меча на гостовању, али су им се Предаторси реванширали победама у Питсбургу. У петој утакмици, капитен Пингвина је остварио три асистенције у победи од 6:0, обарајући клупски рекорд по броју постигнутих поена у финалу у историји клуба који је држао Лемју (20). Након што су победили Предаторе 2:0 у шестој утакмици, Пингвини су постали први тим који је одбранио Стенли купа још од сезоне 1997/98 када су то учинили Детроит ред вингси. Крозби је освојио другу годину заредом Кон Смитов трофеј за најбољег игралча у плеј-офу. Он је трећи играч коме је то успело након Берни Парента (1974, 1975) и Марија Лемјуа (1991, 1992).

#### 2017—2022
У сезони 2017/18 Крозби је први пут у каријери одиграо свих 82 утакмице регуларне сезоне, завршивши са 29 погодака и 60 асистенција. Свој 400 НХЛ погодак је постигао 12. фебруара 2018. године, а своју 700 асистенцију у каријери је остварио 21. марта. У првој рунди плеј-офа, Пингвини су се састали са вечитим ривалом, Филаделфија флајерсима. У првој утакмици, у победи од 7:0, Крозби је постигао хет-трик. У четвртој утакмици, 18. априла Крозби је прешао Марија Лемјуа по броју постигнутих поена. Са 173 поена постао је најбољи поентер у историји клуба у плеј-офу. Пингвини су на крају победили Флајерсе у шест утакмица, а Крозби је постигао 6 голова и остварио 13 поена. Пингвини су на крају елиминисани другом кругу након шест утакмица од будућег шампиона Стенли купа Вашингтон капиталса. Тиме су Пенгвинси спречени да освоје трећи пут за редом Стенли куп. Крозби је завршио са 21 поеном (9 голова и 12 асистенција) у 12 утакмица. Са 185 поена у плеј-офу, изједначио се са Стивом Изерманом као десети играч свих времена.
Крозби је 3. јануара 2019. изабран да игра по осми пут у каријери на НХЛ Ол-стар мечу. Постигао је четири гола и четири асистенције и први пут у каријери је освојио награду најкориснијег играча Ол-стар такмичења. Током сезоне 2018/19, Крозби је са 916 одиграних утакмица прешао Марија Лемјуа и постао водећи играч Пингвини и постао је други играч на листи свих времена са 440. голом у каријери у победа од 5:1 над Монтреал канадијансима 3. марта 2019. године. Два дана касније, постао је 48. играч у историји НХЛ-а са најмање 1.200 поена у каријери. Петог априла, Пингвини су се тринаесту узастопну сезону пласирали у плеј-оф, под вођеством капитена Крозбија. Завршио је сезону са 100 поена (35 голова и 65 асистенција), а то је било први пут да је достигао 100 поена још од сезоне 2013/14 када је остварио 104 поена. Проглашен је за најкориснијег играча тима.
У јануару 2020. године уврштен је у тим деценије НХЛ лиге. Пингвини су завршили на петом месту у Источној конференцији која је скраћена због Пандемије ковида 19. Састали су се у квалификационој рунди Источне конференције са Монтреал канадијансима који су били дванаестопласирана екипа у регуларном делу. Канађани су изненадили Пенгвинсе у четири утакмице, елиминишући их 7. августа 2020. године на Крозбијев 33. рођендан.
Крозби је постао први играч у историји Пенгвинса који је одиграо 1.000 утакмица. То се догодило 21. фебруара 2021. године. Тим је предвођен Крозбијем као капитеном, изборио место у плеј-офу петнаесту узастопну сезону, што је најдужи активни низ међу свим тимовима у северноамеричким професионалним спортским лигама. Међутим, Пингвини су елиминисани у првој рунди плеј-офа по други пут у три сезоне од Њујорк ајландерса.

#### 2022—данас
Између две сезоне објављено је да је Крозби играо кључну улогу у омогућавању новог договора између Пингвинса и Малкина, након што је Малкин првобитно најавио могући одлазак. Крозби је започео сезону 2022/23. са 2 гола и 4 асистенције у прве две утакмице и проглашен је за прву звезду прве недеље. После добрих резултата на почетку сезоне, тим је имао дуги низ пораза, али је упркос томе Крозби забележио своју 900. асистенцију у каријери, 5. новембра 2022. године у поразу од Сијетл кракена. Крозби је 8. априла уписао свој 1500. поен у каријери поставши тако петнаести играч НХЛ-а који је то постигао. Пошто се лош учинак тима наставио и на пролеће, Пингвини су након шеснаест година први пут пропустили плеј-оф. То се последњи пут десило у Крозбијевој дебитантској сезони 2005/06.
Укратко, током сезоне 2023/24, своје 19. сезоне у НХЛ-у, 4. новембра 2023. године, Кросби је одиграо своју 1.200. утакмицу, забележивши асистенцију у победи од 10:2 над Сан Хосе шарксима. О овом постигнућу, Кросби је рекао: „Не волиш то само када ти иде добро. Волиш то и када је тешко и када је изазовно. Када страст није ту, или када љубав није ту, вероватно је време да престанеш са тим.” Дана 1. априла 2024. године, након победе од 5:2 над Њујорк ренџерсима, Крозби је постао други играч у историји НХЛ-а који је просечно постизао поен по утакмици током 19. узастопне сезоне, придруживши се Вејну Грецкију. Дана 11. априла, Крозби је забележио своју 1.000. асистенцију у НХЛ-у за гол Ерика Карлсона у победи од 6:5 након продужетка против Детроит ред вингса, постајући 14. играч у историји лиге и седми најбржи играч који је достигао ову цифру (на 1.269 утакмица). Крозби је сезону завршио играјући у свих 82 меча, са 42 гола, 52 асистенције и 94 поена. И поред наставка индивидуалне продуктивности, Пингвини су завршили три поена изван места за плеј-оф, што је први пут у Крозбијевом мандату да су Пингвини пропустили плеј-оф у две узастопне сезоне.
Дана, 16. септембра 2024. године, Крозби је потписао двогодишњи уговор вредан 17,4 милиона долара (по сезони 8,7 милиона долара) да остане у Питсбургу.

### Репрезентација

#### Млађе категорије
Сидни је дебитовао за тим Канаде 2003. на Светском јуниорском првенству у Чешкој и Словачкој. Био је најмлађи играч на првенству — није имао ни 16 година непосредно пре почетка турнира. После седам узастопних златних медаља на турниру, тим Канаде није освојио медаљу, јер је поражена у борби за бронзану медаљу против Чешка 8:2. Крозби је постигао четири гола и сакупио шест бодова на пет мечева.
Крозби је учествовао на још два светска првенства за играче до 20 година за репрезентацију Канаде. Постао је најмлађи играч који је успео да постигне гол у историји турнира. Када је постигао гол против Швајцарске на утакмици у којој је Канада однела победу са 7:2, имао је само 16 година, 4 месеца и 21 дан. Завршио је турнир са 2 гола и 3 асистенције у 6 утакмица, помажући Канади да освоји сребрну медаљу. Наредне године, вратио се у тим Канаде на Светском јуниорском првенству 2005. у Гранд Форксу. Он је побољшан свој скор на 6 голова и 3 асистенције, а и са репрезентацијом је отишао корак даље па је освојено злато.

#### Светско првенство 2006.
По завршетку прве сезоне са Питсбург пенгвинсе, Крозби се такмичио на Светском првенству 2006. у Летонији за Канаду као замена капитену. Постигавши на првенству осам голова и остваривши осам асистенција на девет утакмица постао је најмлађи играч на свету који је постигао такав резултат на једном Светском првенству. Упркос свом наступу, Канада није успела да освоји медаљу, пошто је поражена у борби за треће место од Финске са 5:0. Крозби је на крају првенства проглашен за најбољег нападача турнира и ушао је у најбољи тим првенства.

#### Зимске олимпијске игре 2010. и 2014. године
Сидни Крозби је 29. децембра позван у репрезентацију Канаде за учешће на Зимским олимпијским играма 2010. у Ванкуверу у Канади. Постигао је гол у другом колу против Швајцарске. Био је стрелац и на мечевима против Русије у четвртфиналу и Словачке у полуфиналу. Најзначајнији погодак постиже у финалу против Американаца, с којим је донео злато Канади на Зимским олимпијским играма.
Кросби је изабран да представља Канаду на Зимским Олимпијским играма 2014, а изабран је и за капитена. Канада је освојила злато, а Кросби постигао 1 гол и имао 2 асистенције на 6 утакмица.

## Награде

### НХЛ
| Награда                           | Година                                              |
| --------------------------------- | --------------------------------------------------- |
| Освајач Стенли купа               | 2009, 2016, 2017.                                   |
| Арт Росов трофеј                  | 2007, 2014                                          |
| Морис Ришаров трофеј              | 2010, 2017                                          |
| Награда Лестер Б. Пирсон          | 2007, 2013, 2014                                    |
| Хартов меморијални трофеј         | 2007, 2014                                          |
| Ол-стар постава НХЛ               | 2007, 2013, 2014, 2016.                             |
| Ол-стар друга постава НХЛ         | 2010, 2015, 2017, 2019.                             |
| НХЛ тим новајлија                 | 2006.                                               |
| Новајлија месеца                  | новембар 2005.                                      |
| Награда Марк Месије               | јануар 2007, 2010.                                  |
| НХЛ ол-стар                       | 2007, 2008*, 2009*, 2011*, 2015*, 2017, 2018, 2019. |
| Трофеј Принц од Велса             | 2008, 2009, 2016, 2017.                             |
| Кон Смајт трофеј МВП играч финала | 2016, 2017.                                         |

- Није играо због повреде

## Клупска статистика
| 2003/04.   | Римуски осеаник    | КМЈХЛ      | 59    | 54  | 81    | 135   | 74  | 9   | 7  | 9   | 16  | 10 |
| 2004/05.   | Римуски осеаник    | КМЈХЛ      | 62    | 66  | 102   | 168   | 84  | 13  | 14 | 17  | 31  | 16 |
| 2005/06.   | Питсбург пенгвинси | НХЛ        | 81    | 39  | 63    | 102   | 110 | —   | —  | —   | —   | —  |
| 2006/07.   | Питсбург пенгвинси | НХЛ        | 79    | 36  | 84    | 120   | 60  | 5   | 3  | 2   | 5   | 4  |
| 2007/08.   | Питсбург пенгвинси | НХЛ        | 53    | 24  | 48    | 72    | 39  | 20  | 6  | 21  | 27  | 12 |
| 2008/09.   | Питсбург пенгвинси | НХЛ        | 77    | 33  | 70    | 103   | 76  | 24  | 15 | 16  | 31  | 14 |
| 2009/10.   | Питсбург пенгвинси | НХЛ        | 81    | 51  | 58    | 109   | 69  | 13  | 6  | 13  | 19  | 6  |
| 2010/11.   | Питсбург пенгвинси | НХЛ        | 41    | 32  | 34    | 66    | 31  | —   | —  | —   | —   | —  |
| 2011/12.   | Питсбург пенгвинси | НХЛ        | 22    | 8   | 29    | 37    | 14  | 6   | 3  | 5   | 8   | 9  |
| 2012/13.   | Питсбург пенгвинси | НХЛ        | 36    | 15  | 41    | 56    | 16  | 14  | 7  | 8   | 15  | 8  |
| 2013/14.   | Питсбург пенгвинси | НХЛ        | 80    | 36  | 68    | 104   | 46  | 13  | 1  | 8   | 9   | 4  |
| 2014/15.   | Питсбург пенгвинси | НХЛ        | 77    | 28  | 56    | 84    | 47  | 5   | 2  | 2   | 4   | 0  |
| 2015/16.   | Питсбург пенгвинси | НХЛ        | 80    | 36  | 49    | 85    | 42  | 24  | 6  | 13  | 19  | 4  |
| 2016/17.   | Питсбург пенгвинси | НХЛ        | 75    | 44  | 45    | 89    | 24  | 24  | 8  | 19  | 27  | 10 |
| 2017/18.   | Питсбург пенгвинси | НХЛ        | 82    | 29  | 60    | 89    | 46  | 12  | 9  | 12  | 21  | 6  |
| 2018/19.   | Питсбург пенгвинси | НХЛ        | 79    | 35  | 65    | 100   | 36  | 4   | 0  | 1   | 1   | 2  |
| 2019/20.   | Питсбург пенгвинси | НХЛ        | 41    | 16  | 31    | 47    | 15  | 4   | 2  | 1   | 3   | 0  |
| 2020/21.   | Питсбург пенгвинси | НХЛ        | 55    | 24  | 38    | 62    | 26  | 6   | 1  | 1   | 2   | 2  |
| 2021/22.   | Питсбург пенгвинси | НХЛ        | 69    | 31  | 53    | 84    | 32  | 6   | 2  | 8   | 10  | 2  |
| 2022/23.   | Питсбург пенгвинси | НХЛ        | 82    | 33  | 60    | 93    | 52  | —   | —  | —   | —   | —  |
| 2023/24.   | Питсбург пенгвинси | НХЛ        | 82    | 42  | 52    | 94    | 40  | —   | —  | —   | —   | —  |
| НХЛ укупно | НХЛ укупно         | НХЛ укупно | 1.272 | 592 | 1.004 | 1,596 | 823 | 180 | 71 | 130 | 201 | 83 |

ОУ = одигране утакмице, Г = голови, А = асистенције, П = поени КМ = казнени минути
Болдовани бројеви означавају водећег у лиги

## Статистика у репрезентацији
| Сезона                               | Екипа                                | Такмичење                            |    | ОУ | Г  | A  | П  | КМ |
| ------------------------------------ | ------------------------------------ | ------------------------------------ | -- | -- | -- | -- | -- | -- |
| 2004.                                | Канада (јуниори)                     | СЈП                                  | 6  | 2  | 3  | 5  | 4  |    |
| 2005.                                | Канада                               | СЈП                                  | 6  | 6  | 3  | 9  | 4  |    |
| 2006.                                | Канада                               | СП                                   | 9  | 8  | 8  | 16 | 10 |    |
| 2010.                                | Канада                               | ОИ                                   | 7  | 4  | 3  | 7  | 4  |    |
| 2014.                                | Канада                               | ОИ                                   | 6  | 1  | 2  | 3  | 0  |    |
| 2015.                                | Канада                               | СП                                   | 9  | 4  | 7  | 11 | 2  |    |
| 2016.                                | Канада                               | СК                                   | 6  | 3  | 7  | 10 | 0  |    |
| Укупно одиграних утакмица за јуниоре | Укупно одиграних утакмица за јуниоре | Укупно одиграних утакмица за јуниоре | 17 | 12 | 8  | 20 | 18 |    |
| Укупно одиграних утакмица за сениоре | Укупно одиграних утакмица за сениоре | Укупно одиграних утакмица за сениоре | 37 | 20 | 27 | 47 | 16 |    |

ОУ = одигране утакмице, Г = голови, А = асистенције, П = поени КМ = казнени минути